# José de Torres

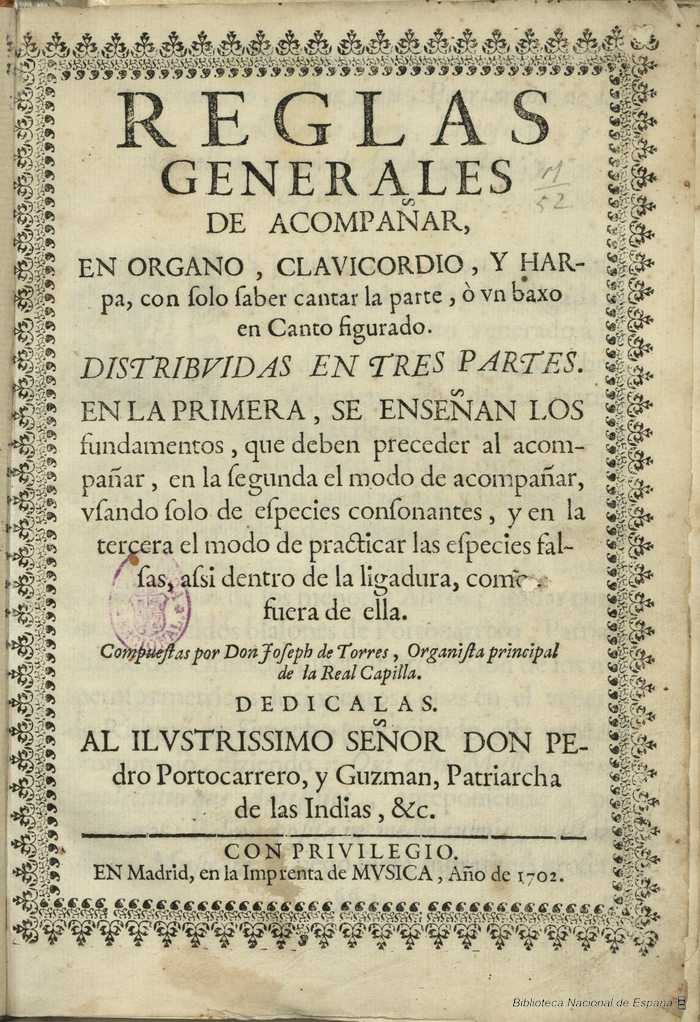
Reglas generales para acompañar órgano, clavicordio o arpa
1702

José de Torres Martínez Bravo (n. în Madrid, cca. 1670-1738) a fost compozitor, organist, capelmaistru, teoretician și editor muzical spaniol. Este unul dintre cei mai importanți reprezentanți ai Barocului spaniol, opera sa ilustrând o cunoaștere profundă atât a  polifoniei, cât și a  noului stil italian.

## Biografie
Fiu al lui Jerónimo de Torres și al Antoniei Martínez Bravo, José de Torres s-a născut în Madrid în jurul anului 1670, iar în 1680, conform arhivei Palatului, este înscris la  Real Colegio de Niños Cantores, când acesta avea, conform cerințelor instituției, aproximativ 7-10 ani. Deși nu există date sigure, se presupune că i-ar fi avut drept profesori pe Cristóbal Galán, José Sanz, Diego și Francesco Bruna.
Moartea regelui Carlos al II-lea a avut ca urmare sfârșitul dinastiei austriece în Spania și înscăunarea lui Felipe al V-lea din Casa de Bourbon, act ce va declanșa începerea Războiului Spaniol de Succesiune. Triumful lui Felipe va avea ca rezultat expulzarea tuturor celor ce l-au susținut pe Arhiducele de Austria, printre aceștia numărându-se și  José de Torres. După ce fost supus judecății Inchiziției, i s-a dat verdictul de nevinovat, așa că în 1708 devine temporar capelmaistru al Capilla Real, înlocuindu-l pe Sebastián Durón. Abia în 1718 primește o numire definitivă în această funcție, iar în același an devine și rector al Real Colegio de Niños Cantores. Din anul 1724 este nevoit să împartă rolul de capelmaister cu italianul Felipe Falconi, ca urmare a dizolvării Curții din Granja de San Ildefonso (Segovia) și transferului tuturor muzicienilor ce făceau parte din ea la Madrid.  Din 1734 activitatea de compozitor a lui José de Torres se intensifică din cauza incendiului ce a distrus vechiul Alcázar al Madridului, el fiind astfel nevoit să reconstituie sau să înlocuiască, alături de Antonio Literes, mare parte din repertoriul Capelei.
José de Torres a fost căsătorit de două ori, prima dată cu Teresa de Eguiluz, cu care a avut doi fii: José și Manuel; iar a doua oară în 1737 cu Agustina Enciso y Aguado. A murit pe 3 aprilie 1738, la doar o lună după decesul lui Felipe Falconi, și a fost înmormântat la mănăstrirea Carmen Calzado. Celor doi le-a urmat în funcția de capelmaistru compozitorul spaniol de origine italiană Francesco Corselli.

## Creația
Creația lui  José de Torres este în general înpărțită în două etape. Prima, până în anul 1718 este caracterizată de un stil bazat pe tradiția muzicală spaniolă și elementele de limbaj muzical polifonic. Lucrările acestei perioade sunt piese vocale de caracter religios, scrise în general pentru coruri a capella, uneori acompaniate de un basso continuo ce reproduce linia vocii grave.
	Cea de-a doua etapă (1718-1738) se ramarcă printr-un stil mai modern. Lucrarea considerată deschizătoarea acestui nou drum este psalmul Confitebor tibi Domine (1718). Creațiile acestei perioade sunt scrise pentru cor și orchestră (formată din flaut, oboi, trompetă, viori, violă, violoncel, orgă și continuo) și includ arii și recitative în stil italian, mai ales cantatele și villancicos.

### Misse
- Ad patrocinium 1722
- Cantemus Domino 1724
- Cibavit eos 1733

### Motete și psalmi
- Asumpta est Maria 1712
- Laudate Dominum 1727

### Cantate
- Afectos amantes
- Hermosa blanca nube
- Ven Señor, dice Isaías

### Villancicos
- Cuando el sol 1716
- Milagro Pelegrino 1717
- Una tropa de pastores

## Activitatea de editor
José de Torres a înființat în 1699 o editură/tipografie muzicală, singura la acea dată în Spania. Această instituție a produs o cantitate considerabilă de tipărituri muzicale, acestea incluzând opere religioase, profane, muzică de teatru dar și texte teoretice. Aici au apărut Destinos vecen finezas de Juan de Navas și  Fragmentos músicos de Pablo de Nassare. Tot aici au fost publicate și lucrările teoretice scrise de  José de Torres, cea mai importantă fiind Reglas generales para acompañar órgano, clavicordio o arpa (1702), primul tratat spaniol de basso continuo.
	După moartea compozitorului, tipografia a fost vândută de către fii săi, iar sub noii proprietari activitatea ei se centrează pe publicații non-muzicale.